# Carladès

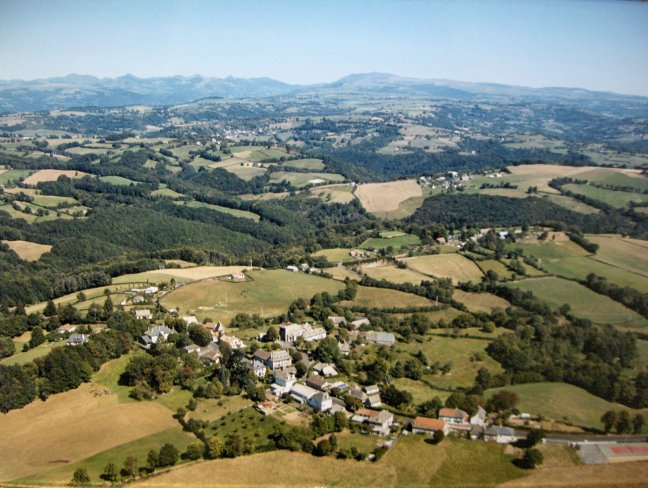
Dorf Labrousse im Carladès

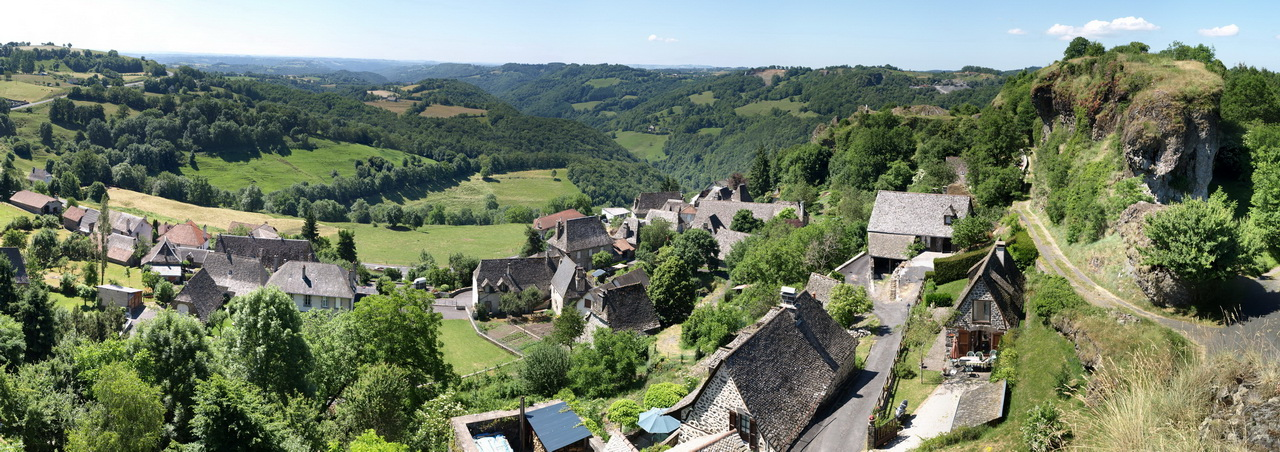
Ort Carlat

Das Carladès (abgeleitet vom Ort Carlat) ist eine historische Region, die als Vizegrafschaft ein Teil der historischen Provinz Auvergne wurde; der südöstliche Teil – meist Carladez geschrieben – gehörte zur historischen Provinz der Rouergue. Heute ist das Carladès eine natürliche Region in Frankreich, deren Abmessungen kleiner als die der alten Vizegrafschaft sind.

## Geografie und Klima
Die Hügel- bzw. Mittelgebirgslandschaft des Carladès grenzt südlich an den ehemaligen Supervulkan der Monts du Cantal an; seine exakte historische Ausdehnung ist strittig. Es erstreckt sich in Höhen zwischen ca. 300 und max. 1855 m, wobei es nach Süden geringfügig abfällt. Wichtige Flüsse sind: Cère, Bromme und Truyère.
Das Klima hat eher kontinentalen Charakter; Regen (ca. 790 mm/Jahr) fällt übers Jahr verteilt.

## Gemeinden

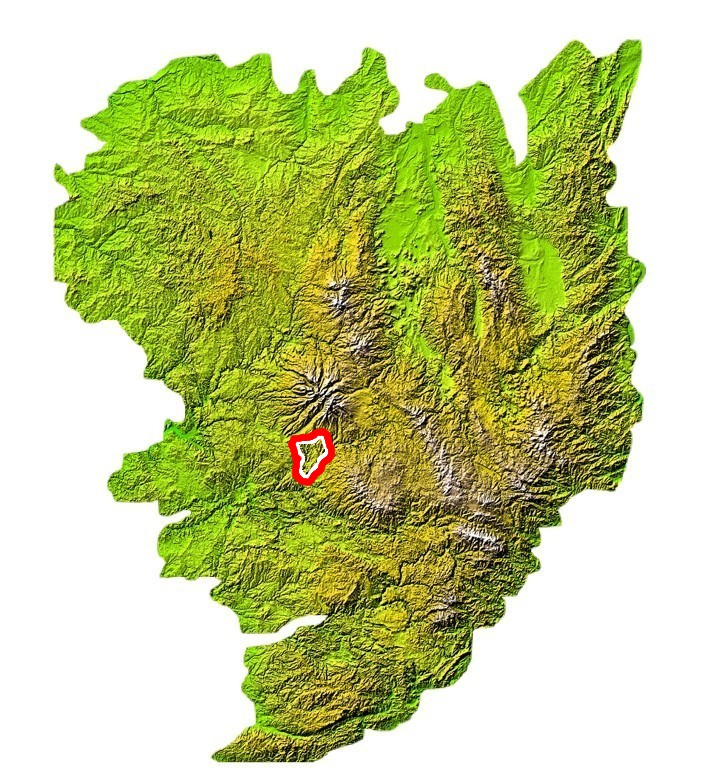
Das Carladès in der Auvergne

Das heutzutage etwa 440 km² große Carladès besteht aus 18 Gemeinden mit insgesamt etwa 8.500 Einwohnern, die sich auf zwei Kantone in den Départements Cantal und Aveyron verteilen.
| Pays de Carladès: Kanton Vic-sur-Cère Département Cantal | Pays de Carladez: Kanton Aubrac et Carladez Département Aveyron            |
| --- | -------------------------------------------------------------------------- |
| - Badailhac - Carlat - Cros-de-Ronesque - Jou-sous-Monjou - Pailherols - Polminhac - Raulhac - Saint-Clément - Saint-Étienne-de-Carlat - Saint-Jacques-des-Blats - Thiézac - Vic-sur-Cère | - Brommat - Lacroix-Barrez - Mur-de-Barrez - Murols - Taussac - Thérondels |

## Geschichte

Wappen der Vizegrafen von Carlat

Unter den Merowingern war das Carladès eine Vizegrafschaft (vicomté); im 9. Jahrhundert gehörte es zu den 5 karolingischen Grafschaften der Auvergne. Lange Zeit stand es unter der Oberhoheit der Grafen von Millau und Rodez. In den Jahren von 1276 bis 1344 gehörte das Carladès zum Königreich Mallorca. 
Der französische König Ludwig XIII. gab das von ihm zur Grafschaft erhobene Carladès aus Dank im Jahr 1643 dem ersten Fürsten von Monaco, Honoré II. zum Lehen. Seitdem ist der Titel Comte de Carladès ein nachgeordneter Teil der großen Titulatur des jeweils regierenden Fürsten von Monaco. Die Herrschaft der Grimaldi über Carladès endete jedoch faktisch mit der Französischen Revolution.

## Kultur
Obwohl im Süden der Auvergne gelegen, besitzt das Carladès eigene kulturelle Merkmale wie Folklore, Küche, Sprache und traditionelle Architektur, die von der übrigen Auvergne abweichen. Bei der Abfassung des Zolls in der Auvergne hatte Suzanne de Bourbon-Beaujeu, die Vicomtesse de Carlat, es im Jahr 1510 abgelehnt, das Carladès in die Auvergne aufzunehmen und einen besonderen Status ihres Territoriums verlangt. Zahlreiche Schlösser und Burgen prägen die Landschaft. 

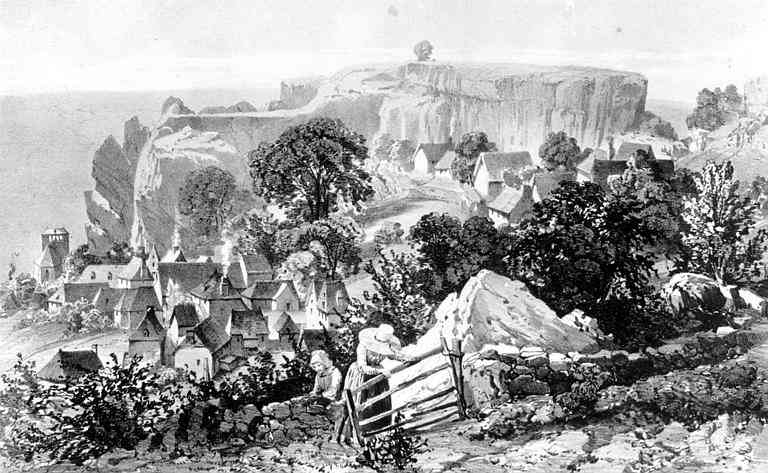
Burgfelsen und Ort Carlat im 19. Jh.
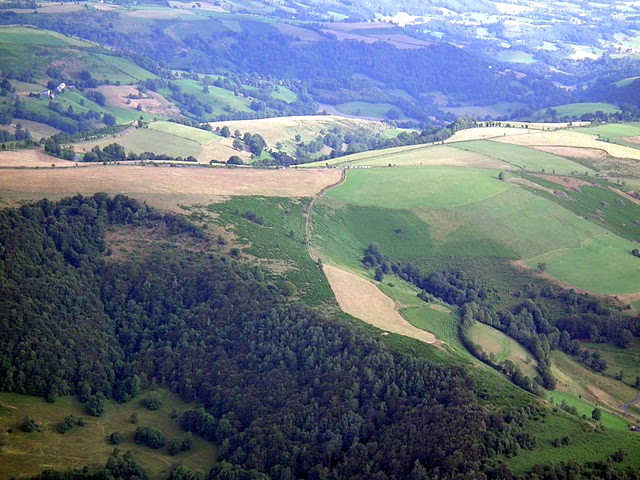
Römerstraße bei Vic-sur-Cère
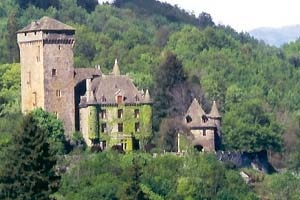
Schloss Pesteils
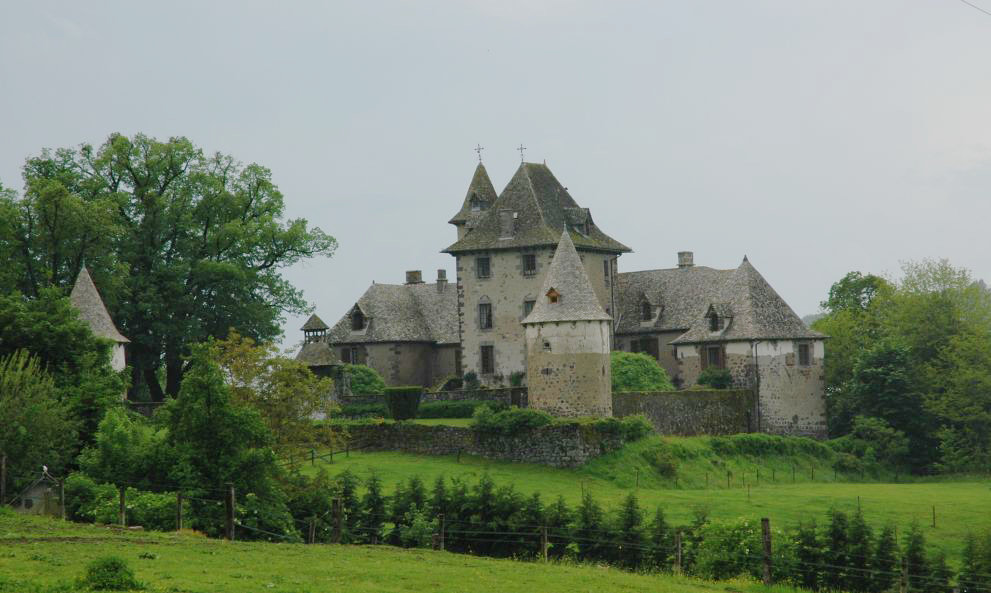
Schloss Vixouze
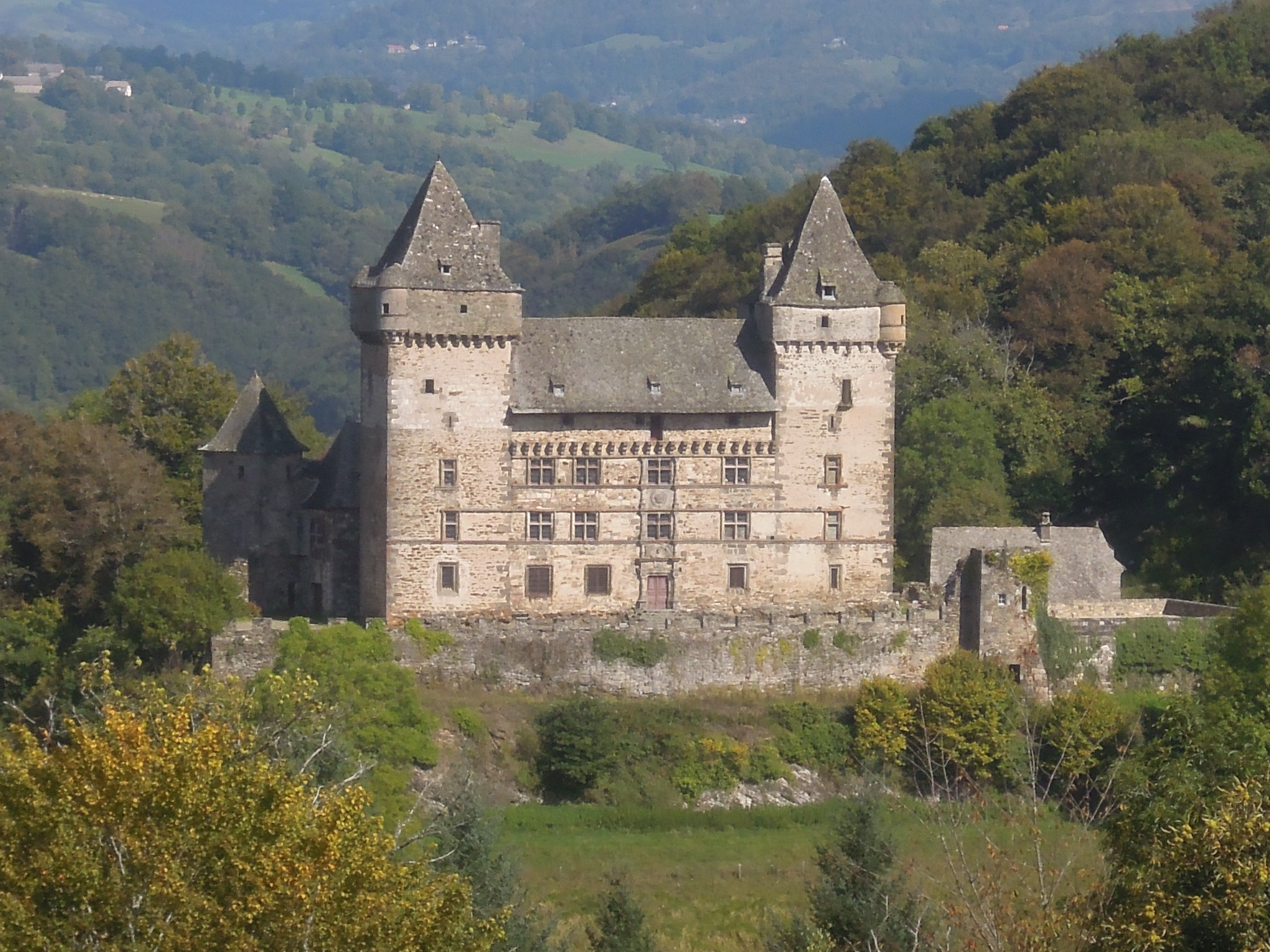
Château de Messilhac bei Raulhac
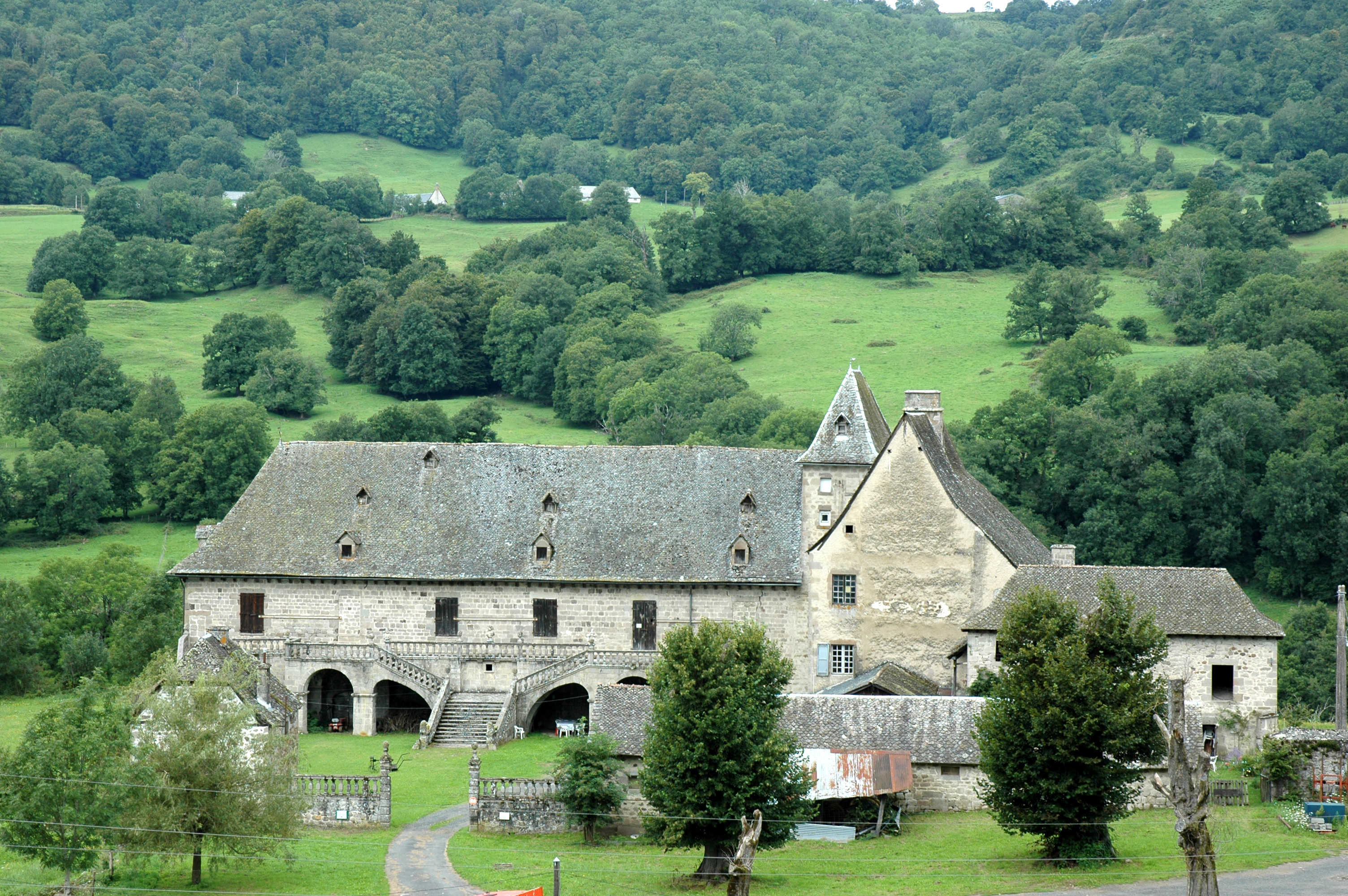
Château de Cropières bei Raulhac
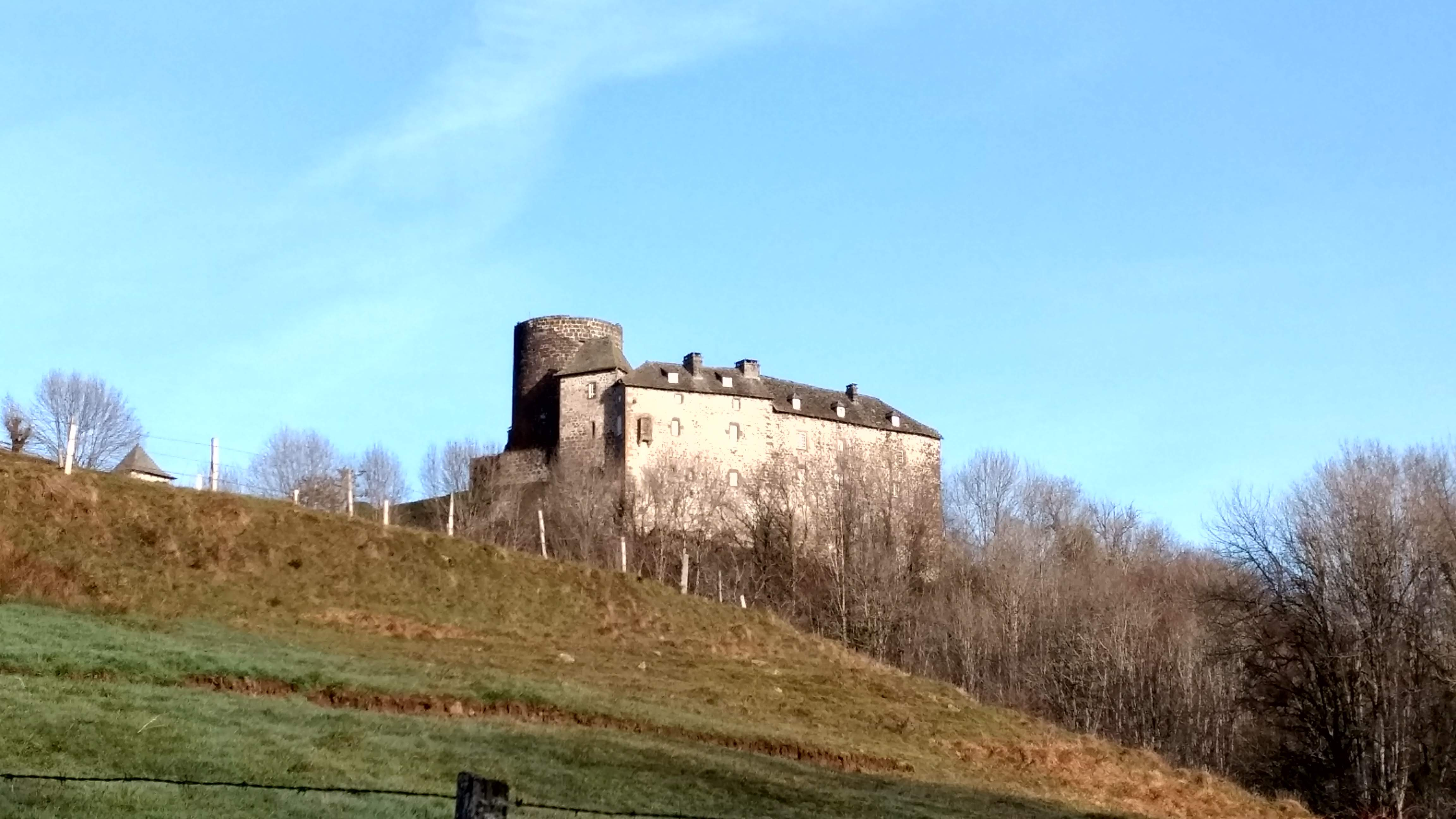
Château de Castel Noël bei Brommat
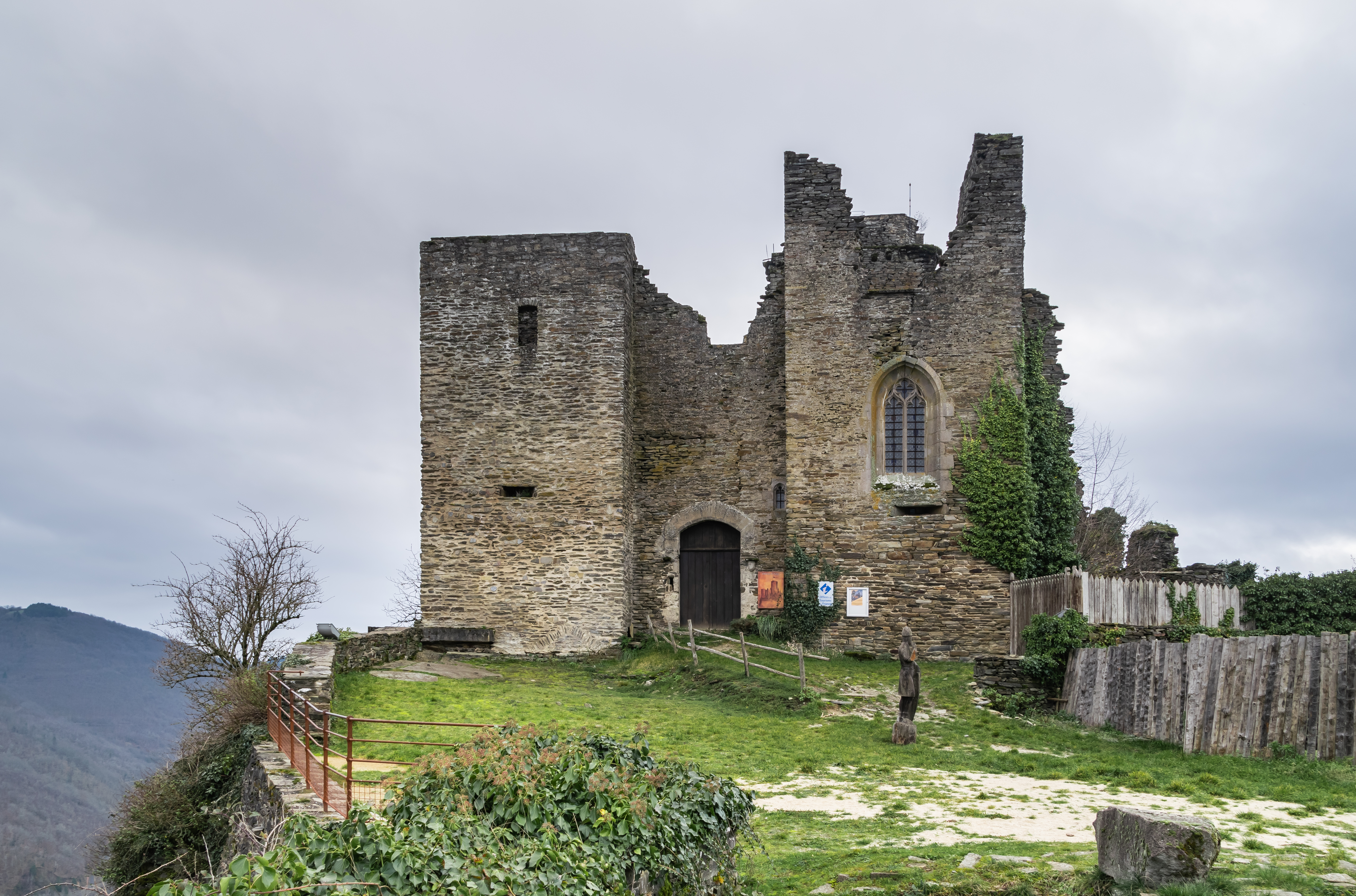
Château de Valon bei Lacroix-Barrez
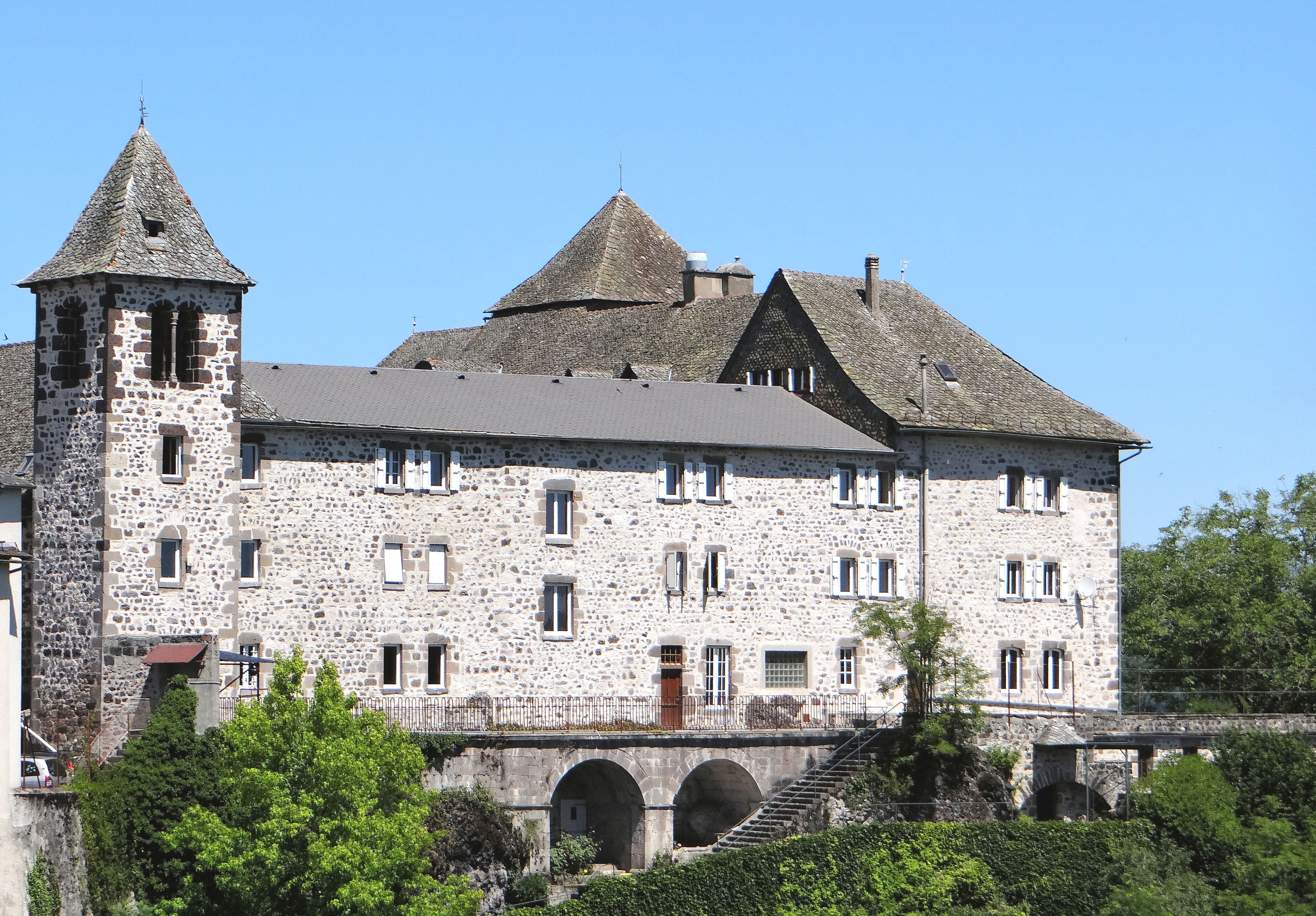
Monastère Sainte-Claire in Mur-de-Barrez
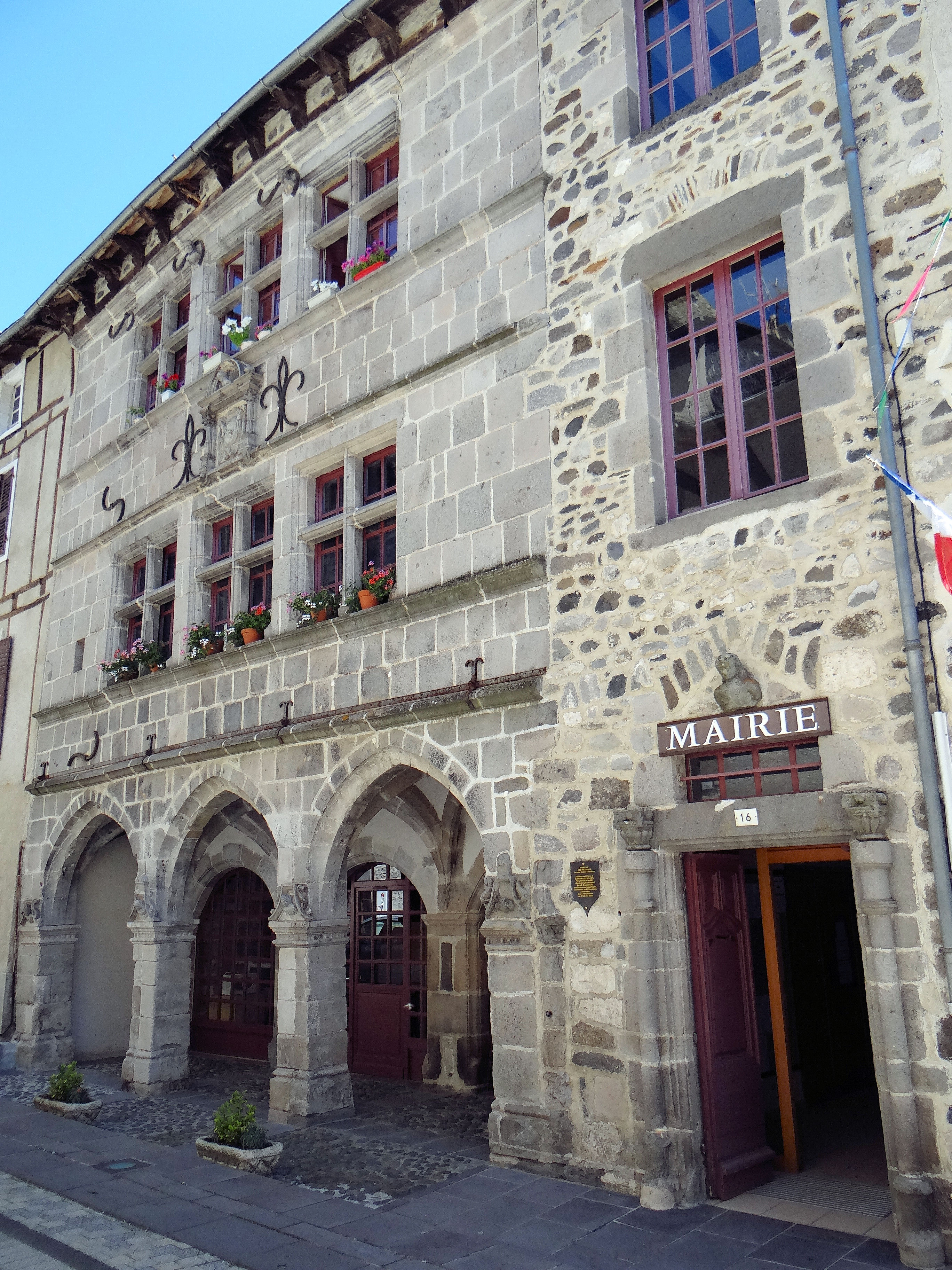
Renaissance-Haus in Mur-de-Barrez